# John K. Dickinson
John K. Dickinson (* 12. August 1918 in Highland Park (Michigan); † 15. Februar 2010 in Cambridge (Massachusetts)) war ein amerikanischer Soziologe, der sich in den 1950er Jahren mit dem Verhalten der Deutschen im Nationalsozialismus beschäftigt hat.

## Leben
Dickinson besuchte die Schule in Royal Oak (Michigan), anschließend die High School in Albion (Village, Orleans County, New York) und beendete sie 1935 in Hampton (Virginia). Anschließend studierte er an der Brown University, Providence, Rhode Island Mathematik und Physik, an der University of Michigan, Ann Arbor und der Harvard University Geschichte. Die Verweigerung des Wehrdienstes im Zweiten Weltkrieg führte zu einer 16-monatigen Haft. Beruflich beschäftigte er sich zunächst mit Statistik, dann mit Soziologie, Psychologie und Kybernetik. 1949 kam er als Gastwissenschaftler an das Institut für Demoskopie Allensbach zu Elisabeth Noelle-Neumann, mit der ihn eine lebenslange Freundschaft verband, und dadurch 1951 an das Institut für Sozialforschung nach Frankfurt am Main. 1953/1954 verbrachte er über ein Jahr in Marburg und erneut 1961 als Stipendiat der Humboldt-Stiftung. Dort promovierte er 1963 bei dem Soziologen Heinz Maus über William Graham Sumner (1840–1910), einen Theoretiker des Freihandels. Anschließend kehrte er in die USA zurück, wo er zunächst am Springfield College Soziologie lehrte, zuletzt als Professor bis zu seiner Emeritierung in Boston. Er lebte in Cambridge (Massachusetts).

## Werk
Am Institut für Sozialforschung unter Theodor W. Adorno und Max Horkheimer stieß er im Rahmen der Übersetzung von Spruchkammerakten für Milton Mayer für dessen Buch They thought they were free auf das Schicksal des Marburger jüdischen Rechtsanwaltes Hermann Reis. Die Sprachlosigkeit der deutschen Zeitgenossen und das Verdrängen und Vergessen der nationalsozialistischen Vergangenheit bewog ihn dazu, anhand dieses Einzelschicksals Nachforschungen anzustellen. 1953/1954 interviewte er 172 Marburger und besuchte Institutionen und Archive. Mit diesem Material, über 1000 Seiten Interviews und 500 Seiten weitere Quellen, schrieb Dickinson eine umfangreiche Biographie: German and Jew: The life and death of Sigmund Stein, in dem Marburg verschlüsselt als „Hochburg“, Hermann Reis als „Sigmund Stein“ bezeichnet wird. Auch andere Orts-, Straßen- und Personennamen wurden aufgrund von Einwänden der Familie und von Marburgern verschlüsselt. Erst in einer mit einem Vorwort von Raul Hilberg versehenen Neuauflage 2001 wurden diese Namen in einem Anhang entschlüsselt. Das Buch wurde trotz herausragender Kritiken nie ins Deutsche übertragen.
Seinen schriftlichen Nachlass vermachte er 2004 der Philipps-Universität Marburg. Neben den umfangreichen Protokollen seiner Marburger Forschungen enthält er die Manuskripte und Materialien zu einem unveröffentlichten Buch über Ernst Bloch mit dem Titel Exiled in Utopia, 1938–1949 sowie weitere bislang unbearbeitete Materialien.

## Veröffentlichungen (Auswahl)
- John K. Dickinson: William Graham Sumner (1840–1910) Eine biographische und theoretische Untersuchung zur frühen amerikanischen Soziologie, Diss. Marburg 1963
- John K. Dickinson: German & Jew: The Life and Death of Sigmund Stein, Quadrangel Books, Chicago 1967